# Ausbreitungsrechnung

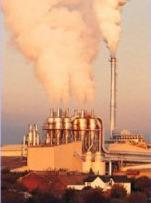
Industrielle Luftverschmutzung

Als Ausbreitungsrechnung bezeichnet man Berechnungsverfahren zur Ermittlung der Ausbreitung von Luftschadstoffen in der unteren Troposphäre. In Deutschland sind die Rahmenbedingungen zu deren Durchführung durch die TA Luft geregelt. Ausbreitungsrechnungen sind vierdimensionale Prozesse in Raum und Zeit.

## Grundlagen
In der Regel sind für Prognosen über die Ausbreitung von Schad- oder Geruchsstoffen Ausbreitungsrechnungen erforderlich. Die wesentlichsten Einflussfaktoren auf die Schadstoffausbreitung stellen Wind und Schichtung der Erdatmosphäre dar. Letztere lässt sich jedoch aus Routine-Messungen nicht bestimmen und wird daher in Deutschland in der Praxis über Tages- und Jahreszeit sowie Bedeckungsgrad, Wolkenuntergrenze und Windgeschwindigkeit abgeschätzt. Als Ergebnis erhält man eine der sechs Ausbreitungsklassen „sehr stabil“, „stabil“, „indifferent-stabil“, „indifferent-labil“, „labil“ oder „sehr labil“. Auf dieser Basis erfolgt die weitere Berechnung unter quasistationären Bedingungen. Als Ergebnis erhält man entweder eine räumliche Verteilung der mittleren Konzentration des Schadstoffs, eine räumliche Verteilung der Deposition des Schadstoffs oder eine Zeitreihe der Konzentration des Schadstoffs an einem bestimmten Ort im Umkreis des Emittenten.

### Modell-Typen
Für die Ausbreitung kurzzeitiger Emission (z. B. bei Störfällen) werden in der Regel Gauß-Wolken-Modelle (engl. Gaussian puff model) oder Schwergas-Modelle eingesetzt.
Für die Ausbreitung wiederkehrender oder dauerhafter Emissionen (z. B. im Rahmen der Genehmigung von Industrieanlagen) schrieb die TA-Luft bis 2002 ein Gauß-Fahnen-Modell vor. Seitdem ist in Deutschland für die Ausbreitungsrechnung ein Langrange-Modell vorgeschrieben. Dabei wird im zuerst das dreidimensionale Windfeld um die Quelle simuliert und dann die Bewegung von Gasteilchen in diesem Strömungsfeld verfolgt und statistisch ausgewertet.
Neben rechnerischen Methoden wird in anderen Ländern, die Schadstoffausbreitung auch mit Wind- oder Wasser-Kanälen experimentell simuliert (z. B. in Frankreich).

## Anwendung
Ausbreitungsrechnungen werden in der Genehmigungspraxis dazu verwendet, die Zusatzbelastungen durch eine Anlage vorherzusagen. Mithilfe von Ausbreitungsrechnung und Quelltermrückrechnung können auch die von einer industriellen Anlage ausgehenden diffusen Emissionen ermittelt werden.

### Modelle
Für die regulatorische Ausbreitungsrechnung in Deutschland stellt das Umweltbundesamt kostenlos das Modell Austal2000, ein Lagrange-Modell, zur Verfügung.
Das US-amerikanische Bundes-Umweltbehörde (EPA) stellt das für die USA und andere Länder verbindliche Modell AERMOD, ein Gauß-Fahnen-Modell, kostenlos bereit.